# Copa Asiática Femenina de la AFC de 2014
La XVIII Copa Asiática Femenina de la AFC de 2014 se realizó en Ho Chi Minh, Vietnam del 14 al 25 de mayo.
En estas eliminatorias, el cupo para la AFC aumentó de 3 a 5 países para la Copa Mundial Femenina de Fútbol de 2015 que se jugará en Canadá entre el 6 de junio y el 5 de julio de 2015.

## Sedes
| Vietnam            | Vietnam           |
| Ho Chi Minh        | Thủ Dầu Một       |
| ------------------ | ----------------- |
| Estadio Thống Nhất | Estadio Gò Đậu    |
| Capacidad: 25.000  | Capacidad: 18.250 |
|                    |                   |

## Clasificación
Los 8 cupos para la Copa fueron distribuidos de la siguiente manera: 4 para los 4 mejores clasificados en la previa edición, y los 4 restantes para los ganadores de una clasificatoria.
Los equipos clasificados directamente fueron: Australia, China, Japón y Corea del Sur.

## Equipos participantes
El sorteo de los grupos se efectuó el 29 de noviembre de 2013 en Kuala Lumpur, Malasia.
| Equipos participantes | Equipos participantes | Equipos participantes | Equipos participantes |
| --------------------- | --------------------- | --------------------- | --------------------- |
| Australia             | China                 | Corea del Sur         | Japón                 |
| Birmania              | Tailandia             | Jordania              | Vietnam               |

## Formato
El torneo se dividió en tres fases: la primera consistió en dos grupos de 4 equipos donde los 2 mejores de cada grupo avanzaron a la segunda ronda. Hubo un partido entre los dos terceros de cada grupo para determinar al quinto mejor participante del torneo, mientras que los cuatro mejores equipos se midieron en encuentros de eliminación directa consistiendo en semifinales, partido por el 3.º lugar y final.

## Resultados

### Grupo A
| Equipo    | Pts | PJ | PG | PE | PP | GF | GC | Dif |
| --------- | --- | -- | -- | -- | -- | -- | -- | --- |
| Japón     | 7   | 3  | 2  | 1  | 0  | 13 | 2  | +11 |
| Australia | 7   | 3  | 2  | 1  | 0  | 7  | 3  | +4  |
| Vietnam   | 3   | 3  | 1  | 0  | 2  | 3  | 7  | -4  |
| Jordania  | 0   | 3  | 0  | 0  | 3  | 2  | 13 | -11 |

|  | Clasificado a la siguiente ronda.     |
|  | Disputa partido por el quinto puesto. |

| 14 de mayo de 2014, 17:15 | Vietnam | 3:1     | Jordania | Estadio Thống Nhất, Ho Chi Minh |  |
|                           |         | Reporte |          |                                 |  |

| 14 de mayo de 2014, 20:15 | Australia | 2:2     | Japón | Estadio Thống Nhất, Ho Chi Minh |  |
|                           |           | Reporte |       |                                 |  |

| 16 de mayo de 2014, 17:15 | Jordania | 1:3     | Australia | Estadio Thống Nhất, Ho Chi Minh |  |
|                           |          | Reporte |           |                                 |  |

| 16 de mayo de 2014, 20:15 | Japón | 4:0     | Vietnam | Estadio Thống Nhất, Ho Chi Minh |  |
|                           |       | Reporte |         |                                 |  |

| 18 de mayo de 2014, 19:15 | Vietnam | 0:2     | Australia | Estadio Thống Nhất, Ho Chi Minh |  |
|                           |         | Reporte |           |                                 |  |

| 18 de mayo de 2014, 19:15 | Japón | 7:0     | Jordania | Estadio Gò Đậu, Thủ Dầu Một |  |
|                           |       | Reporte |          |                             |  |

### Grupo B
| Equipo        | Pts | PJ | PG | PE | PP | GF | GC | Dif |
| ------------- | --- | -- | -- | -- | -- | -- | -- | --- |
| Corea del Sur | 7   | 3  | 2  | 1  | 0  | 16 | 0  | +16 |
| China         | 7   | 3  | 2  | 1  | 0  | 10 | 0  | +10 |
| Tailandia     | 3   | 3  | 1  | 0  | 2  | 2  | 12 | -10 |
| Birmania      | 0   | 3  | 0  | 0  | 3  | 1  | 17 | -16 |

|  | Clasificado a la siguiente ronda.     |
|  | Disputa partido por el quinto puesto. |

| 15 de mayo de 2014, 17:15 | Corea del Sur | 12:0    | Myanmar | Estadio Thong Nhat, Ho Chi Minh |  |
|                           |               | Reporte |         |                                 |  |

| 15 de mayo de 2014, 20:15 | China | 7:0     | Tailandia | Estadio Thong Nhat, Ho Chi Minh |  |
|                           |       | Reporte |           |                                 |  |

| 17 de mayo de 2014, 17:15 | Myanmar | 0:3     | China | Estadio Thong Nhat, Ho Chi Minh |  |
|                           |         | Reporte |       |                                 |  |

| 17 de mayo de 2014, 20:15 | Tailandia | 0:4     | Corea del Sur | Estadio Thong Nhat, Ho Chi Minh |  |
|                           |           | Reporte |               |                                 |  |

| 19 de mayo de 2014, 19:15 | Corea del Sur | 0:0     | China | Estadio Thong Nhat, Ho Chi Minh |  |
|                           |               | Reporte |       |                                 |  |

| 19 de mayo de 2014, 19:15 | Tailandia | 2:1     | Myanmar | Estadio Gò Đậu, Thủ Dầu Một |  |
|                           |           | Reporte |         |                             |  |

## Segunda fase

### Cuadro final
|  | Semifinales        | Semifinales        |   |       | Final              | Final              |  |
|  | 22 de mayo de 2014 | 22 de mayo de 2014 |   |       | 25 de mayo de 2014 | 25 de mayo de 2014 |  |
|  |                    |                    |   |       |                    |                    |  |
|  |                    |                    |   |       |                    |                    |  |
|  | Japón              | 2                  |   |       |                    |                    |  |
|  | China              | 1                  |   |       |                    |                    |  |
|  |                    |                    |   |       |                    |                    |  |
|  |                    |                    |   |       |                    |                    |  |
|  |                    |                    |   |       | Japón              | 1                  |  |
|  |                    | Australia          | 0 |       |                    |                    |  |
|  |                    |                    |   |       |                    |                    |  |
|  |                    |                    |   |       |                    |                    |  |
|  |                    |                    |   |       | Tercer lugar       |                    |  |
|  |                    |                    |   |       |                    |                    |  |
|  | Corea del Sur      | 1                  |   | China | 2                  |                    |  |
|  | Australia          | 2                  |   |       | Corea del Sur      | 1                  |  |

### Partido por el quinto puesto
| 21 de mayo de 2014, 17:15 | Vietnam | 1:2     | Tailandia | Estadio Thong Nhat, Ho Chi Minh |  |
|                           |         | Reporte |           |                                 |  |

### Semifinales
| 22 de mayo de 2014, 17:15 | Japón | 2:1 (t. s.) | China | Estadio Thong Nhat, Ho Chi Minh |  |
|                           |       | Reporte     |       |                                 |  |

| 22 de mayo de 2014, 19:15 | Corea del Sur | 1:2     | Australia | Estadio Thong Nhat, Ho Chi Minh |  |
|                           |               | Reporte |           |                                 |  |

### Tercer lugar
| 25 de mayo de 2014, 16:45 | China | 2:1     | Corea del Sur | Estadio Thong Nhat, Ho Chi Minh |  |
|                           |       | Reporte |               |                                 |  |

### Final
| 25 de mayo de 2014, 20:15 | Japón | 1:0     | Australia | Estadio Thong Nhat, Ho Chi Minh |  |
|                           |       | Reporte |           |                                 |  |

| Bandera de Japón |
| Campeón Japón    |
| 1.er título      |

## Clasificados alMundial de Canadá 2015
| Bandera de Japón | Bandera de Australia | Bandera de la República Popular China | Bandera de Corea del Sur | Bandera de Tailandia |
| Japón            | Australia            | China                                 | Corea del Sur            | Tailandia            |

## Máximas goleadoras
| Jugadora                              | Jugadora           | Goles |
| ------------------------------------- | ------------------ | ----- |
| Bandera de Corea del Sur              | Park Eun-sun       | 6     |
| Bandera de la República Popular China | Yang Li            | 5     |
| Bandera de Australia                  | Katrina Gorry      | 3     |
| Bandera de Corea del Sur              | Cho So-hyun        | 3     |
| Bandera de Corea del Sur              | Jeon Ga-eul        | 3     |
| Bandera de Tailandia                  | Kanjana Sung-Ngoen | 3     |